# William Scrots

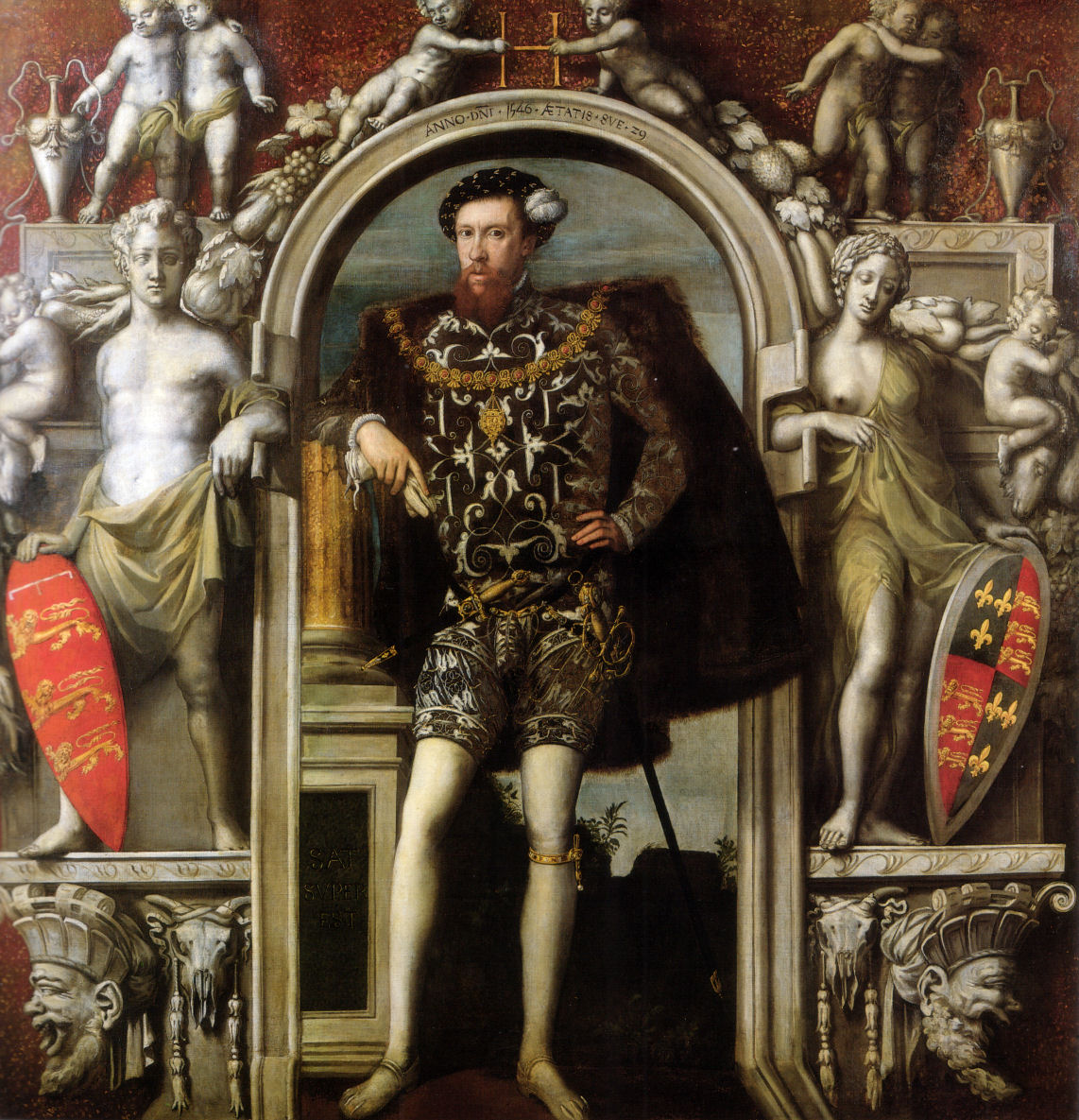
Henry Howard, Comte de Surrey, 1546. Atribuït a William Scrots.

William (o Guillim) Scrots (o Scrotes o Stretes) (actiu 1537 – 1553) va ser un pintor de la cort Tudor i un exponent de l'estil manierista de pintura als Països Baixos. La primera dada sobre ell és el seu nomenament com a pintor de tall de Maria d'Habsburg, regent dels Països Baixos, el 1537. A Anglaterra, va succeir a Hans Holbein com a pintor del rei d'Enric VIII el 1546, amb un substancial salari anual de £62 10s, més del doble de les trenta lliures a l'any de Holbein. Va seguir exercint aquest paper durant el regnat del rei Eduard VI. El seu salari va cessar a la mort d'Eduard el 1553, després de la qual cosa s'ignora què va ser d'ell, encara que es presumeix que va deixar Anglaterra.

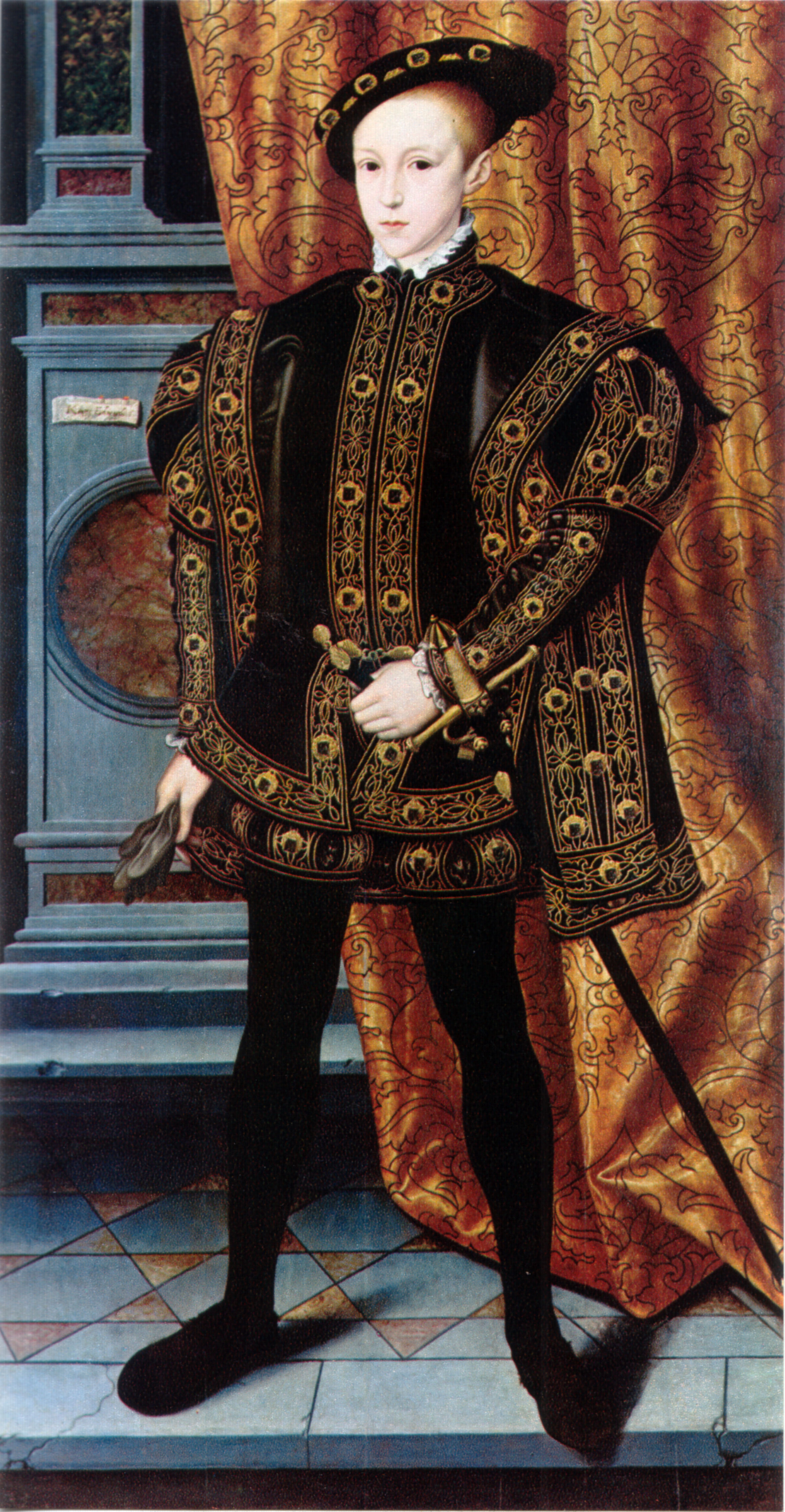
Eduard VI, atribuït a Scrots, Hampton Court.

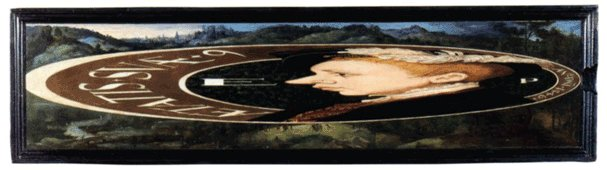
Retrat d'Eduard VI en perspectiva distorsionada, 1546.